# Zapadnoobalni bajau (jezik)
Zapadnoobalni bajau jezik (land bajaw, west coast bajao, west coast bajau; ISO 639-3: bdr), austronezijski jezik is skupine barito, kojim govori 55 000 ljudi (2000) sa zapadne obale malezijske države Sabah, država (Malezija).
Postoji nekoliko dijalekata: kota belud, kawang, putatan, papar, banggi, sandakan bajau i pitas bajau, od kojih su neki možda posebni jezici-

## Vanjske poveznice
- Ethnologue (14th)
- Ethnologue (15th)